# Callimetopus
Callimetopus is een kevergeslacht uit de familie van de boktorren (Cerambycidae). De wetenschappelijke naam van het geslacht werd voor het eerst geldig gepubliceerd in 1853 door Blanchard.

## Soorten
Callimetopus omvat de volgende soorten:
- Callimetopus albatus (Newman, 1842)
- Callimetopus capito (Pascoe, 1865)
- Callimetopus cordifer (Heller, 1924)
- Callimetopus cynthia Thomson, 1865
- Callimetopus cynthioides Breuning, 1958
- Callimetopus degeneratus (Heller, 1924)
- Callimetopus gloriosus (Schultze, 1922)
- Callimetopus griseus Breuning, 1960
- Callimetopus illecebrosus (Pascoe, 1865)
- Callimetopus irroratus (Newman, 1842)
- Callimetopus laterivitta (Heller, 1915)
- Callimetopus lituratus (Aurivillius, 1926)
- Callimetopus longicollis (Schwarzer, 1931)
- Callimetopus longior Hüdepohl, 1990
- Callimetopus lumawigi Breuning, 1980
- Callimetopus multialboguttatus Breuning, 1960
- Callimetopus nigritarsis (Pascoe, 1865)
- Callimetopus ochreosignatus Breuning, 1959
- Callimetopus ornatus (Schultze, 1934)
- Callimetopus palawanus (Schultze, 1934)
- Callimetopus panayanus (Schultze, 1920)
- Callimetopus pantherinus Blanchard, 1853
- Callimetopus paracasta Breuning, 1965
- Callimetopus principalis (Heller, 1924)
- Callimetopus pulchellus (Schultze, 1922)
- Callimetopus rhombifer (Heller, 1913)
- Callimetopus ruficollis (Heller, 1915)
- Callimetopus samarensis Vives, 2012
- Callimetopus siargaonus (Schultze, 1919)
- Callimetopus superbus Breuning, 1947
- Callimetopus tagalus (Heller, 1899)
- Callimetopus variolosus (Schultze, 1920)